# أتسوشي إينابا
أتسوشي إينابا (بالإنجليزية: Inaba Atsushi‎؛ باليابانية: 稲葉 敦志) ولد في 28 أغسطس 1971 في كانازاوا، إيشيكاوا، اليابان.
هو منتج ألعاب فيديو ياباني عمل سابقاً لكلوفر ستوديو التابع لكابكوم حيث كان منتجاً وكبير الإداريين التنفيذيين، يعمل حالياً في بلاتينيوم غيمز.

## الأعمال
- بايونيتا 2
- ميتال غير رايزنج: ريفنجنس
- أوكامي
- غود هاند
- فانكويش
- ذا وندرفل 101
- ماد وورلد
- إنفينت سبيس
- ديفل ماي كراي
- ريزدنت إيفل كود: فيرونكا